# Водопроницаемость грунтов
Проницаемость грунтов — способность грунтов пропускать воду за счёт градиента напора.

## Закономерности проницаемости
Закономерности фильтрации воды в водонасыщенных грунтах при ламинарном течении описываются законом Дарси: v = kф∙ gradI, где v — линейная скорость фильтрации, см/с; kф — коэффициент фильтрации, см/с; gradI — градиент напора, равный отношению величины падения напора (ΔH) к длине пути фильтрации (L), т.е. gradI = ΔH/L. Коэффициент фильтрации является основной характеристикой водопроницаемости грунтов и измеряется в см/c или м/сут.
Для объёмной скорости фильтрации (vоб), измеряемой в см3/c (или в м3/сут), закон Дарси имеет вид: vоб = kф∙S∙gradI = kп∙ρw∙g∙S∙gradI/η , где kп — коэффициент проницаемости грунта, в дарси (Д); S — площадь поперечного сечения, см2; ρw — плотность воды, г/см3; η — динамической коэффициент вязкости воды, спз; g — ускорение свободного падения, м/с2.
Коэффициент проницаемости (kп) имеет размерность площади и в системе СИ измеряется в м2, а в СГС — в см2. На практике чаще используется другая единица измерения коэффициента проницаемости — дарси (Д); 1 Д = 1,02∙10−12 м2 = 1,02∙10−8 см2. Соотношение между kф и kп следует из выражения: kф = kп∙ρw∙g/η. Уравнение Дарси в простой форме справедливо лишь в определенных пределах скоростей фильтрации, определяемых диапазоном числа Рейнольдса Re = 1 — 10.

## Факторы проницаемости
Проницаемость грунтов зависит от большого числа факторов. Наиболее существенно на kф влияют структурно-текстурные особенности грунта: гранулометрический состав, его однородность, форма и размер пор, ширина раскрытия трещин и т.п. В зависимости от этих факторов коэффициент фильтрации различных грунтов меняется в очень широких пределах (см. табл.). Увеличение геостатического давления приводит к уплотнению грунтов, уменьшению их пор, следствием чего является общее снижение kф грунтов с глубиной. Наличие защемлённых газов уменьшает kф. На величину kф также влияют и особенности фильтрующейся жидкости, а также условия фильтрации. Среди внешних факторов наибольшее влияние на kф оказывает температура: с её ростом происходит увеличение kф.
Проницаемость различных грунтов (по Н.Н. Маслову)
| Грунты                                                            | kф, м/сут  | Характеристика грунтов по водопроницаемости |
| ----------------------------------------------------------------- | ---------- | ------------------------------------------- |
| Глины, монолитные скальные грунты                                 | < 5 •10−5  | Практически непроницаемые                   |
| Суглинки, тяжелые супеси, нетрещиноватые песчаники                | до 5 •10−3 | Весьма слабопроницаемые                     |
| Супеси, слаботрещиноватые глинистые сланцы, песчаники, известняки | до 0,5     | Слабопроницаемые                            |
| Пески тонко- и мелкозернистые, трещиноватые скальные грунты       | до 5       | Проницаемые                                 |
| Пески среднезернистые, скальные грунты повышенной трещиноватости  | до 50      | Хорошо проницаемые                          |
| Галечники, гравелистые пески, сильно трещиноватые скальные грунты | > 50       | Сильнопроницаемые                           |

## Определение коэффициента проницаемости
1. Лабораторные эксперименты:
  1. Испытание на проницаемость постоянного уровня (англ. Constant Head Permeability Test). Проводится для гравийных и крупных песков. Возможно использование только грунтов нарушенной структуры, так как грунт переформовывается в цилиндры для теста.
  2. Испытание на низкоуровневую проницаемость.(англ.  The falling head permeability test )[1] Возможно использование грунтов как нарушенной так и ненарушенной структуры.  Проводится для гравийных и крупных песков. Подходит для глин и илов, обладающих низкой водопроницеомостью.
  3. Испытание на горизонтальную проницаемость.

1. Полевые эксперименты:
  1. Свободный водоносный горизонт,
  2. Напорный водоносный горизонт.